# Rio Ituí
Rio Ituí är ett vattendrag i Brasilien.   Det ligger i delstaten Amazonas, i den västra delen av landet, 2 700 km nordväst om huvudstaden Brasília.
I omgivningarna runt Rio Ituí växer i huvudsak städsegrön lövskog. Runt Rio Ituí är det mycket glesbefolkat, med 2 invånare per kvadratkilometer.